# Список островов Южной Америки
Ниже представлен список наиболее крупных и/или известных островов государств Южной Америки. В отдельных случаях в списке также фигурируют островки, рифы, атоллы и банки. Сортировка — по алфавиту.

## Общая информация
- Крупнейший остров Южной Америки — Огненная Земля, имеющий площадь 47 992 км² и занимающий 29-ю строчку в списке крупнейших островов мира. Разделён между Аргентиной и Чили.
- Крупнейший остров Южной Америки, принадлежащий одному государству — бразильский Маражо, имеющий площадь 40 100 км² и занимающий 35-ю строчку в списке крупнейших островов мира.
- Самый высокий остров — Южная Георгия, высшая точка которого находится на отметке 2935 м н. у. м. — 25-е место в списке самых высоких островов мира.
- Самый населённый остров — бразильский Упаон-Асу[порт.], на котором проживает ок. 1,381 млн человек (2014) — 45-е место в списке островов мира по населению.
- Самый плотнонаселённый остров — бразильский Сан-Висенти[порт.], имеющий плотность населения ок. 13 240 чел/км². Занимает 38-е место в списке островов мира с наибольшей плотностью населения.

## Аргентина
См. также категорию «Острова Аргентины»
- Мартин-Гарсия
- Огненная Земля
  - Бланко[исп.]
  - Габле[исп.]
  - Огненная Земля — крупнейший остров Южной Америки, имеющий площадь 47 992 км² и занимающий 29-ю строчку в списке крупнейших островов мира. Разделён между Аргентиной и Чили.
- Павон[исп.]
- Тринидад
- Эстадос

### Фолклендские острова
Архипелаг в юго-западной части Атлантического океана. Фактически являются британской заморской территорией и важным перевалочным пунктом на пути из Атлантического океана в Тихий, позволяющим контролировать Южную Атлантику. Права Великобритании на острова оспариваются Аргентиной, рассматривающей их как часть провинции Огненная Земля, Антарктида и острова Южной Атлантики. Аргентинцы называют архипелаг Мальвинские острова.
См. также категорию «Острова Фолклендского архипелага»
- Баррен
- Берд
- Бивер
- Бликер[англ.]
- Бошен
- Восточный Фолкленд
- Джейсон
  - Гранд-Джейсон[англ.]
  - Саут-Джейсон[англ.]
  - Стипл-Джейсон[англ.]
  - Флэт-Джейсон[англ.]
  - Элефант-Джейсон[англ.]
- Джордж
- Западный Фолкленд
- Каркасс
- Кеппел
- Лайвли
- Нью-Айленд
- Пеббл
- Си-Лайон[англ.]
- Сондерс
- Спидвелл
- Статс[англ.]
- Уэдделл
- Уэст-Пойнт

### Южная Георгия и Южные Сандвичевы Острова
Островные территории в Южной Атлантике. Принадлежат Великобритании с 1775 года (Южная Георгия) и 1908 года (Южные Сандвичевы острова) и имеют статус заморской территории. Территориальная принадлежность островов оспаривается Аргентиной соответственно с 1927 и 1938 г.
- Южная Георгия — самый высокий остров Южной Америки, его высшая точка находится на отметке 2935 м н. у. м. — 25-е место в списке самых высоких островов мира.
  - Анненкова
  - Берд
  - Клирк-Рокс[англ.]
  - Купер[англ.]
  - Куприянова[англ.]
  - Пикерсгилл[англ.]
  - Уиллис[англ.]
  - Шаг
- Южные Сандвичевы Острова
  - Бристол
  - Кандлмас[англ.]
    - Виндикейшен[англ.]
    - Кандлмас[англ.]*

  - Монтагью
  - Саутерн-Туле[англ.]
    - Беллинсгаузена
    - Кук[англ.] — самый южный остров Южной Америки.
    - Туле

  - Сондерс
  - Траверсе
    - Высокий
    - Завадовского
    - Лескова

## Боливия
Страна не имеет выхода к морю с 1879 года, когда Чили захватила порт Антофагаста.
Острова озера Титикака
- Луна
- Соль

Острова солончака Уюни
- Инкауаси
- Пескадо[исп.]

## Бразилия
См. также категорию «Острова Бразилии»
- Аброльос[порт.]
- Алькатрасес[порт.]
- Байлики
- Бананал
- Бразильера[порт.] — также права на остров предъявляет Уругвай.
- Виллеганьон
- Губернатора
- Илья-Гранди
- Илья-Гранди-ди-Гурупа
- Илья-дас-Кобрас[порт.]
- Илья-де-Витория[порт.]
- Илья-ди-Итамарака
- Илья-дос-Лобос[англ.]
- Илья-дос-Мариньерос[порт.]
- Илья-дос-Фрадес[порт.]
- Ильябела
- Итапарика
- Кагаррас
- Кардозу
- Кеймада-Гранди
- Маражо — крупнейший остров Южной Америки, принадлежащий одному государству. Имеет площадь 40 100 км² и занимает 35-ю строчку в списке крупнейших островов мира. Некоторые источники называют самым большим в мире речным островом[1].
- Монтьяо-де-Триго[порт.]
- Москейру
- Пакета[порт.]
- Рестинга[англ.]
- Рокас
- Сан-Висенте[порт.] — на площади 57,4 км² проживают около 760 000 человек (плотность ок. 13 240 чел/км²). Это самый плотнонаселённый остров Южной Америки, занимает 38-е место в списке островов мира с наибольшей плотностью населения.
- Сан-Паулу
- Санта-Катарина
- Триндади-э-Мартин-Вас
  - Мартин-Вас[исп.]
  - Триндади
- Тупинамбарана
- Упаон-Асу[порт.] — самый населённый остров Южной Америки, на котором проживает ок. 1,381 млн человек (2014) — 45-е место в списке островов мира по населению.
- Фернанду-ди-Норонья
- Фискал

## Венесуэла
Основная статья — Список островов Венесуэлы
См. также категорию «Острова Венесуэлы»
Венесуэле принадлежит 315 островов и островков, имеющих официальное название.
- Авес
- Анакоко — на остров также претендует Гайана.
- Анатоли[исп.]
- Боррачас[исп.]
- Бурро[исп.]
- Каракас[исп.]
- Карибе[исп.]
- Корокоро[исп.]
- Коче
- Кубагуа[исп.]
- Ла-Бланкилья[исп.]
- Ла-Сола[исп.]
- Ла-Тортуга
- Лас-Авес
  - Авес-де-Барловенто[исп.]
  - Авес-де-Сотавенто[исп.]
- Лос-Лобос[исп.]
- Лос-Монхес[исп.]
- Лос-Рокес
  - Агуа[исп.]
  - Бекеве[исп.]
  - Гран-Рок[исп.]
  - Дос-Москизес[исп.]
  - Лос-Канкизес[исп.]
  - Мадриски[исп.]
  - Нордиски[исп.]
  - Норонкизес[исп.]
  - Пирата[исп.]
  - Франциски[исп.]
- Лос-Тестигос[исп.]
  - Игуана[исп.]
  - Конехо[исп.]
  - Тестиго-Гранде[исп.]
- Лос-Фраилес[исп.]
  - Фраиле-Гранде[исп.]
- Лос-Эрманос[исп.]
- Маргарита
- Муэрто[исп.]
- Орчила
- Патос
- Плата[исп.]
- Провиденсия[исп.]
- Ратон
- Сапара[исп.]
- Сомбреро[исп.]
- Тоас[исп.]
- Фаральон-Сентинела[исп.]
- Чиманас[исп.]
- Эррадура[исп.]

## Гайана
- Анакоко — на остров также претендует и фактически его контролирует Венесуэла.
- Гуакенам[исп.]
- Легуан[исп.]
- Троли-Гранде[исп.] — на остров также претендует Венесуэла.

## Колумбия
Основная статья — Список островов Колумбии
См. также категорию «Острова Колумбии»
- Ангостура
- Бару[исп.] — с 2014 года фактически является полуостровом
- Горгона
- Коралес-дель-Розарио[исп.]
  - Гранде[исп.]
  - Марина
  - Роберто[исп.]
  - Тезоро[исп.]
- Мальпело
- Маргарита
- Сан-Андрес, Провиденсия и Санта-Каталина
  - Акуарио[исп.]
  - Алисия[исп.]
  - Альбуркерке[исп.]
  - Бахо-Нуэво
  - Боливар[исп.]
  - Кангрехо[исп.]
  - Китасуэньо[исп.]
  - Кордоба[исп.]
  - Провиденсия-и-Санта-Каталина[исп.]
    - Провиденсия
    - Санта-Каталина[исп.]

  - Розалинда[исп.] — кроме Колумбии, на банку также претендуют Никарагуа, Гондурас и Ямайка
  - Рокозо[исп.]
  - Ронкадор[англ.]
    - Ронкадор

  - Сан-Андрес[исп.] — остров целиком занимает одноимённый город. До 2012 года на остров также претендовало Никарагуа.
  - Сантандер[исп.]
  - Серрана[исп.]
  - Серранилья
  - Сукре[исп.]
- Сан-Бернардо[исп.]
  - Кабруна[исп.]
  - Маравилья[исп.]
  - Санта-Крус
  - Сейсен[исп.]
  - Тинтипан[исп.]
- Сан-Хосе[исп.]
- Тортугилья[исп.]
- Тьерра-Бомба[исп.]
- Фуэрте[исп.]

## Парагвай
Страна не имеет выхода к морю. Сколь-нибудь примечательных озёрных и речных островов государство также не имеет.

## Перу
Основная статья — Список островов Перу
См. также категорию «Острова Перу»
- Баллестас[исп.]
- Бланка[исп.]
- Бланка[исп.]
- Гуаньяпе[исп.]
- Зарате[исп.]
- Индепенденсия[исп.]
- Кавинсас[исп.]
- Корковадо[исп.]
- Лобос-де-Афуэра[исп.]
- Лобос-де-Тьерра[исп.]
- Лос-Чимус[исп.]
- Макаби[исп.]
- Паломино[исп.]
- Редонда[исп.]
- Сан-Галлан[исп.]
- Сан-Лоренсо
- Санта[исп.]
- Санта-Роза[исп.]
- Санта-Роза[исп.]
- Трес-Марияс[исп.]
- Уаура[исп.]
  - Мазорка[исп.]
  - Уампану[исп.]
- Фока[исп.]
- Чао[исп.]
- Чинча
- Эль-Фронтон[исп.]

Острова озера Титикака
- Амантани[исп.]
- Такиле
- Эстевес[исп.]

## Уругвай
См. также категорию «Острова Уругвая»
- Агустин-Кирос[исп.]
- Вискаино[исп.]
- Гавиотас[исп.] — на острове площадью ок. 0,04 км² обитает более 25 видов птиц.
- Горрити
- Лобос
- Лобос[исп.]
- Сан-Габриэль[исп.]
- Тимотео-Домингес[исп.]
- Филомена-Гранде[исп.]
- Флорес[исп.]
- Хункаль[исп.]
- Эркулес[исп.]

## Франция(департаментГвиана)
См. также Список островов Франции
- Иль-дю-Салю[фр.]
  - Иль-Рояль[фр.]
  - Сен-Жозеф
  - Диабль

## Чили
См. также категорию «Острова Чили»
- Гуайанеко[исп.]
- Дамас[исп.]
- Ислас-Десвентурадас
  - Сан-Амбросио
  - Сан-Феликс
- Евангелистас[исп.]
- Кальбуко[исп.]
- Кирикина[исп.]
- Магдалена
- Мансера[исп.]
- Мерина-Харпо[исп.]
- Моту-Ити
- Моту-Нуи
- Моча
- Пасхи — самый удалённый населённый остров в мире.
- Рэй[исп.]
- Сала-и-Гомес
- Санта-Мария[исп.]
- Хуан-Фернандес
  - Александр-Селькирк
  - Робинзон-Крузо
  - Санта-Клара
- Чилийский архипелаг
  - Ановер[исп.]
    - Ановер[исп.]
    - Армония[исп.]
    - Виртудес[исп.]
    - Диего-де-Альмагро[исп.]
    - Президента Габриэля Гонзалеса[исп.]
    - Фаррель[исп.]
    - Хорхе-Монт[исп.]

  - Веллингтон[исп.]
    - Ангамос[исп.]
    - Веллингтон
    - Литл-Веллингтон[исп.]
    - Прат[исп.]

  - Диего-Рамирес
    - Агила — самая южная точка Южной Америки[англ.] (без учёта Сандвичевых Островов, так как остров Кук[англ.] находится южнее).
    - Бартоломе[англ.]
    - Гонзало[англ.]

  - Ильдефонсо
  - Кампана[исп.]
    - Альдея[исп.]
    - Кампана
    - Ковадонга[исп.]
    - Орелла[исп.]
    - Патрисио-Линч[исп.]
    - Стош
    - Эсмеральда[исп.]

  - Королевы Аделаиды[исп.]
    - Контрерас[исп.]
    - Педро-Монт[исп.]
    - Реннелл[исп.]

  - Мадре-де-Дьос[исп.]
    - Гуарелло[исп.]
    - Дуке-де-Йорк[исп.]
    - Караччоло[исп.]
    - Мадре-де-Дьос[исп.]
    - Тарльтон[исп.]

  - Морнингтон[исп.]
    - Морнингтон[исп.]

  - Огненная Земля
    - Волластон[исп.]
    - Гордон
    - Десоласьон[исп.]
    - Досон
    - Капитан-Арасена[исп.]
    - Кларенс[исп.]
    - Лондондерри[исп.]
    - Магдалена[исп.]
    - Наварино
    - Нуар[исп.]
    - О’Брайен[исп.]
    - Огненная Земля — крупнейший остров Южной Америки, имеющий площадь 47 992 км² и занимающий 29-ю строчку в списке крупнейших островов мира. Разделён между Аргентиной и Чили.
    - Осте
    - Пиктон, Нуэва и Леннокс[исп.]
      - Леннокс[исп.]
      - Нуэва[исп.]
      - Пиктон[исп.]

    - Санта-Инес
    - Эрмит[исп.]
      - Горн
      - Десейт[исп.]

  - Риеско
  - Чатем[англ.]
  - Чилоэ
    - Гуафо[исп.]
    - Лемуи[исп.]
    - Кинчао[исп.]
    - Сан-Педро[исп.]
    - Чилоэ

  - Чонос
    - Бенхамин
    - Виктория
    - Гуайтекас[исп.]
    - Гуамблин
    - Джеймс
    - Куптана
    - Мельчор
    - Риверо
    - Трайген
- Чорос[исп.]

## Эквадор
См. также категорию «Острова Эквадора»
- Галапагос
  - Бальтра
  - Бартоломе
  - Гай-Фокс[исп.]
  - Дафна[исп.]
  - Исабела
  - Кулпеппер
  - Лас-Тинторерас[исп.]
  - Леон-Дормидо[исп.]
  - Марчена
  - Москера[исп.]
  - Пинсон
  - Пинта
  - Пласа-Сур
  - Рабида
  - Рока-Редонда[исп.]
  - Сан-Кристобаль
  - Сан-Сальвадор
  - Санта-Крус
  - Санта-Мария
  - Санта-Фе
  - Симор
  - Син-Номбре[исп.]
  - Тортуга
  - Уэнмен
  - Фернандина
  - Хеновеса
  - Эспаньола
- Корасон[исп.]
- Плата[исп.]
- Пуна
- Сантай[исп.]